# Herderia
Herderia é um género botânico pertencente à família Asteraceae.